# Coussarea neei
Coussarea neei är en måreväxtart som beskrevs av John Duncan Dwyer. Coussarea neei ingår i släktet Coussarea och familjen måreväxter.
Artens utbredningsområde är Panamá. Inga underarter finns listade i Catalogue of Life.